# برنارد دي فينتر
برنارد دي فينتر (بالإنجليزية: Bernard de Winter)‏ هو عالم نبات جنوب أفريقي، ولد في 31 يوليو 1924، وتوفي في 8 مايو 2017.